# Garennes-sur-Eure
Garennes-sur-Eure – miejscowość i gmina we Francji, w regionie Normandia, w departamencie Eure.
Według danych na rok 1990 gminę zamieszkiwało 1365 osób, a gęstość zaludnienia wynosiła 130 osób/km² (wśród 1421 gmin Górnej Normandii Garennes-sur-Eure plasuje się na 161. miejscu pod względem liczby ludności, natomiast pod względem powierzchni na miejscu 321).